# Thérèse Bishagara Kagoyire
 (avril 2023).
Therese Bishagara Kagoyire (25 décembre 1952 - 8 juillet 2019)  était une femme politique Rwandaise. De 2011 à 2019, elle a été membre du Sénat Rwandais. Elle était une membre du Front patriotique rwandais (FPR).

## Première vie et éducation
Bishagara a grandi en République démocratique du Congo où elle a obtenu un baccalauréat . Elle avait une maîtrise en sciences dans le biologie moléculaire.

## Carrière
Bishagara a fait des recherches dans la Programme de la Lutte Contre le SIDA et les Infections Sexuellement Transmissibles et le Secrétariat Exécutif Permanent de commission nationale de lutte contre le SIDA, qui forment ensemble le centre national de lutte contre le VIH/SIDA du Burundi en 1995–1996. Elle a été une directrice de l'Institut de santé de Kigali en 1996–2004. Elle a été chargée de cours à temps partiel à l'Université nationale du Rwanda en 1999-2003.
Elle a travaillé en tant que le resident advisor features group International  and measure evaluation in USAID de 2006 à 2007. Elle a été conseillère technique à Save the Children au UK en 2006, ainsi qu'à PSI Features for VIH prevention en 2005–2006. De 2008 à 2011, Bishagara a été responsable du programme national de Jhpiego  MCHIP International, une ONG affiliée à l'Université Johns Hopkins (USAID).
Elle a occupé des postes de membre du conseil d'administration de la White Ribbon Alliance for Safe Motherhood en 2007-2011, de l'Université libre de Kigali en 2008-2011 et du Rwanda Local Development Support Funds en 2007-2011. Elle était membre de l'Association d'Exécution des Travaux d'Intérêt Public d'aSSETIF. Elle a été présidente de Profemmes Twese Hamwe et COCAFEM /Great Lakes en 2007-2011).
Bishagara a rejoint la deuxième législature du Sénat Rwanda en 2011, en tant que la représentante de la province de l'Ouest.

## Décès
Bishagara est tombé malade en avril 2019. Elle est décédée le 8 juillet 2019  à l'hôpital Johns Hopkins, Baltimore, Maryland, États-Unis  Elle a été enterrée au cimetière Rusororo à Kigali.